# Sørumbåten
Das Sørumbåten (dt. Sørumboot – anfänglich auch Bingenbåten genannt) ist ein Einbaum. Er wurde in Sørum, bei Lillestrøm, in der Fylke Akershus in Norwegen entdeckt, als der Wasserstand des Flusses Glomma Mitte der 1990er Jahre sehr niedrig war. (⊙). Der fast intakte Einbaum aus Eichenholz hat eine Länge von etwa 9,8 Metern. Er wurde mit der Radiokarbonmethode auf 170 v. Chr. (± 60 Jahre) datiert und ist das älteste erhaltene Boot Norwegens.
Das originale Sørumbåten wird im Norsk Maritimt Museum in Oslo ausgestellt. 2004 wurde eine Replik fertiggestellt, die sich im Flößermuseum Fetsund Lenser in Akershus befindet.
In Norwegen wurden viele zwischen drei und fünf Meter lange Boote gefunden. Die meisten sind aus Kiefernholz. Einige bestehen aus Eiche oder anderen Hölzern und können länger sein. In Norwegen wurden noch bis ins 20. Jahrhundert Einbäume auf Flüssen und Seen eingesetzt. Die jüngeren wurden aus Kiefernholz hergestellt.